# 卡斯蒂永马萨斯
卡斯蒂永马萨斯（法語：Castillon-Massas，法語發音：[kastijɔ̃ masas]）是法国热尔省的一个市镇，属于欧什区。

## 地理
卡斯蒂永马萨斯（43°43'9"N, 0°32'38"E）面积9.59 平方千米，位于法国奧克西塔尼大區热尔省，该省份为法国西南部内陆省份，北起顺时针与洛特-加龙省、塔恩-加龙省、上加龙省、上比利牛斯省、大西洋比利牛斯省和朗德省接壤。
与卡斯蒂永马萨斯接壤的市镇（或旧市镇、城区）包括：欧什、卡斯坦、拉瓦尔当斯、佩吕斯马萨斯、罗克洛尔、圣拉里。

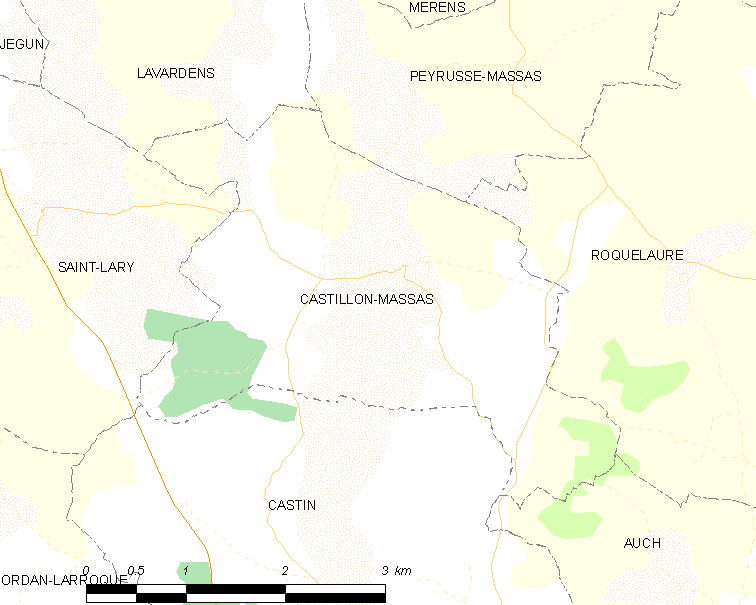
卡斯蒂永马萨斯的OSM定位图

卡斯蒂永马萨斯的时区为UTC+01:00、UTC+02:00（夏令时）。

## 行政
卡斯蒂永马萨斯的邮政编码为32360，INSEE市镇编码为32089。

## 政治
卡斯蒂永马萨斯所属的省级选区为欧什加斯科涅县。

## 人口

1962-2008年间卡斯蒂永马萨斯人口变化图示

卡斯蒂永马萨斯于2022年1月1日时的人口数量为225人。